# Peter Jørgensen (uppfinnare)
Peter Jørgensen, född 28 november 1859, död 2 juli 1909, var en dansk motorkonstruktör och företagare.
Peter Jørgensen utbildade sig till smed och fick mästarbrev 1887. Han konstruerade 1894 den första danskkonstruerade bensinmotorn i Danmark, en fyrtaktare på två hästkrafter. Denna hade en glödkula, som upphettades av blåslampa för start av motorn. Under drift hölls glödkulan het av motorn. Den första motorn såldes till en banbyggare Madsen i Hedehusene och drev en kross i en grusgrop. Den finns idag bevarad på Danmarks Tekniske Museum i Helsingør.
Motorn lade grunden till Motorfabrikken Dan. Redan 1895 kunde Jørgensen leverera 14 motorer till danska fiskebåtar. De användes på dessa till att driva spel för att hala in fiskeredskap, vilket dittills skett med handkraft, eller i undantagsfall med ångmaskindrivna, dåligt fungerande spel. Från 1898 började motorer installeras för framdrift av fiskebåtarna. Företaget hade då konkurrens av Frederikshavn Jernstøberi og Maskinværksteds Alpha-motorer och av Bolinders i Sverige.
Efter Peter Jørgensens död övertog brodern Christian Emil Jørgensen ledningen av det som 1910 omorganiserades till Aktieselskabet P. Jørgensens Dan Motorfabriker.